# Espíritu Santo (Costa Rica)
Espíritu Santo è un distretto della Costa Rica, capoluogo del cantone di Esparza, nella provincia di Puntarenas.